# 110e division d'infanterie (Allemagne)
La 110e division d'infanterie (en allemand : 110. Infanterie-Division ou 110. ID) est une des divisions d'infanterie de la Wehrmacht durant la Seconde Guerre mondiale.

## Création
La 110e division d'infanterie est formée le 10 décembre 1940 à Lunebourg en tant qu'élément de la 12. welle (12e vague de mobilisation).
Elle est stationnée en Pologne jusqu'en juin 1941, quand elle prend part à l'opération Barbarossa, l'invasion de l'URSS au sein du Groupe d'armées Centre dans le VI. Armeekorps.
Elle est détruite lors de l'opération Bagration (fin juin 1944) près de Minsk et n'est jamais reconstituée.

## Organisation

### Commandants
| Date                                  | Grade           | Commandant                |
| ------------------------------------- | --------------- | ------------------------- |
| 10 décembre 1940 - 24 janvier 1942    | Generalleutnant | Ernst Seifert             |
| 1er février 1942 - 1er juin 1943      | Generalleutnant | Martin Gilbert            |
| 1er juin 1943 - 25 septembre 1943     | Generalleutnant | Eberhard von Kurowski     |
| 25 septembre 1943 - 1er décembre 1943 | Generalleutnant | Albrecht Wüstenhagen (en) |
| 11 mai 1944 - 15 mai 1944             | Generalleutnant | Eberhard von Kurowski     |
| 11 mai 1944 - 15 mai 1944             | Generalmajor    | Gustav Gihr               |
| 15 mai 1944 - ? juillet 1944          | Generalleutnant | Eberhard von Kurowski     |

### Officiers d'opérations (Generalstabsoffiziere(Ia))
| Date                               | Grade          | Commandant                   |
| ---------------------------------- | -------------- | ---------------------------- |
| 10 décembre 1940 - 3 novembre 1941 | Oberstleutnant | Heinrich Gäde                |
| Février 1942 - 1942                | Major          | Wilhelm Freiherr von Malzahn |
| 10 avril 1942 - 20 septembre 1943  | Oberstleutnant | Carl Kleyser                 |
| 10 décembre 1943 - Juillet 1943    | Oberstleutnant | Karl Bieling                 |

## Théâtres d'opérations
- Allemagne et Pologne : décembre 1940 - juin 1941
- Front de l'Est, secteur centre : juin 1941 - juillet 1944)
  - Opération Barbarossa
    - 22 octobre 1941 au 22 janvier 1942 : bataille de Moscou

## Ordres de bataille
1940
- Infanterie-Regiment 252
- Infanterie-Regiment 254
- Infanterie-Regiment 255
- Artillerie-Regiment 120
- Pionier-Bataillon 110
- Panzerjäger-Abteilung 110
- Aufklärungs-Abteilung 110
- Divisions-Nachrichten-Abteilung 110
- Divisions-Nachschubführer 110

1943
- Divisionsgruppe 321
- Grenadier-Regiment 254
- Grenadier-Regiment 255
- Divisions-Füsilier-Bataillon 110
- Feldersatz-Bataillon 120
- Artillerie-Regiment 120
- Pionier-Bataillon 110
- Panzerjäger-Abteilung 110
- Divisions-Nachrichten-Abteilung 110
- Divisions-Nachschubführer 110

## Décorations
Certains membres de cette division se sont fait décorer pour faits d'armes :
- Agrafe de la liste d'honneur
  - 9
- Croix allemande en Or
  - 83
- Croix de chevalier de la Croix de fer
  - 9